# بروس بيدن كوليت
بروس بيدن كوليت (بالإنجليزية: Bruce Baden Collette)‏ هو عالم حيوانات أمريكي، ولد في 1934.